# Дружня
Дружня — село Бучанського району Київської області. Входить до складу Бородянської селищної громади.
Населення — близько 1,8 тис. жителів. Село лежить за 5 кілометрів від селища Бородянки, на річці Хвоса (Фоса), що впадає за 2 кілометри у річку Здвиж, з лівої сторони. Через Дружню проходить автошлях Т 1019.

## Історія

### Давні часи
На захід від Дружні в урочищі Зозулячому знайдено залишки домниць, у яких плавили залізну руду для виготовлення зброї. Літописи згадують місто Дружеськ, або Дружськ, через яке проходив шлях з Києва до древлянської столиці Іскоростень.
У цій місцевості простежується чітка оборонна система, яка складалась з укріплених міст (городищ) уздовж лівого берега Здвижа, а саме — міста Дружськ (що можливо знаходилося на місці сучасного села Андріївка), городища, яке знаходилось на теренах сучасного селища Макарів і, можливо, інших городищ, розташованих по лівобережжі річки Здвиж на відстані 7-10 км одне від одного. Це може бути свідченням, що східний кордон Деревлянських земель проходив саме по Здвижу і був добре укріпленим.

### 18—19 століття
У липні 1768 року в селі побували козаки Івана Бондаренка.
1775 року у селі було збудовано коштами парафіян дерев'яну Параскевську церкву, яка до нашого часу не збереглася.
У 1783 році в селі проживало 946 осіб. У 1885-му — 1076 православних, 31 католик і 21 єврей.
Лаврентій Похилевич писав про тутешні землі наступне:
| "Велике болото, що знаходиться на заході від села, назване Бондареве, років 100 тому було ще озером; два інших болота там же і звуться Великий і Малий Перезвін. Є панська економія шпанських овець (до 20000), значного числа коней і відмінної рогатої худоби і волів. Економія має тут також гарну винокурню з паровим виробництвом, пивоварню, скляный завод і кілька водяних млинів на річці Здвиж. У числі міст древньої Русі, згадується в літописі місто Дрюжеськ, або Дружск. На думку деяких істориків, це і є нинішнє село Дружня, біля якого, по всій імовірності, пролягала одна з давніх доріг з Києва до Древлянської землі. Древня дорога з Києва в Іскоростень і Овруч йшла на Біличі, перетинала Ірпінь біля Романівки; потім прямувала на Рубежівку, Кисилевичі, Нову Греблю, далі йшла біля Дружні на Загальці і до Макалевичів на Тетереві. Не досліджено, як у старовину іменувалися ці місцевості; але не можна сумніватися, що тут саме проходила дорога в Древлянські краї. Згідно з письмовими актами відомо, що в 1636 році Дружня з Пісківкою вже існували як давні села і належали Кшиштофу Макаревичу. Відповідно до Актів Любельського трибуналу за 1618 рік село Дружня згадується при розгляді тяжби з земельних питань між Діонісієм та Теофілією Лукашевськими з одного боку та Кшиштофом та Анною Макаревичами з іншого. Жителі Дружні сперечаються з жителями села Грузьке, за честь мати односельцем відомого отамана Бондаренка (див. Коліївщина). Вони стверджують, що не тільки Бондаренко, а і Яценко, його сподвижник, народилися в Дружні[2]. |

### 20 століття
У 1920 році в селі створено комсомольський осередок.
Протягом 1942–1943 років у селі діяла група радянського підпілля (13 осіб). 420 жителів — учасників Великої Вітчизняної війни — відзначено нагородами СРСР.
В радянські часи у селі знаходилися центральна садиба радгоспу «Дружнянський» (2,9 тис. га сільськогосподарських угідь, з них 1,8 тис. га орної землі), відділення «Сільгосптехніки», дві восьмирічні школи, клуб, бібліотека.
В «Історії міст і сіл Української РСР» про Дружню початку 1970-х було подано таку інформацію:

| Дружня - село, центр сільської Ради, розташоване за 6 км від районного центру. Населення - 2093 чоловіка. У селі знаходиться центральна садиба радгоспу «Дружнянський», який має 2,9 тис. га сільськогосподарських угідь, у т. ч. 1,8 тис. га орної землі. За високі показники у роботі доярка О. П. Титенко нагороджена орденом Леніна. На території села розміщене відділення «Сільгосптехніки». У Дружній - дві восьмирічні школи, клуб, бібліотека[3]. |

## Галерея

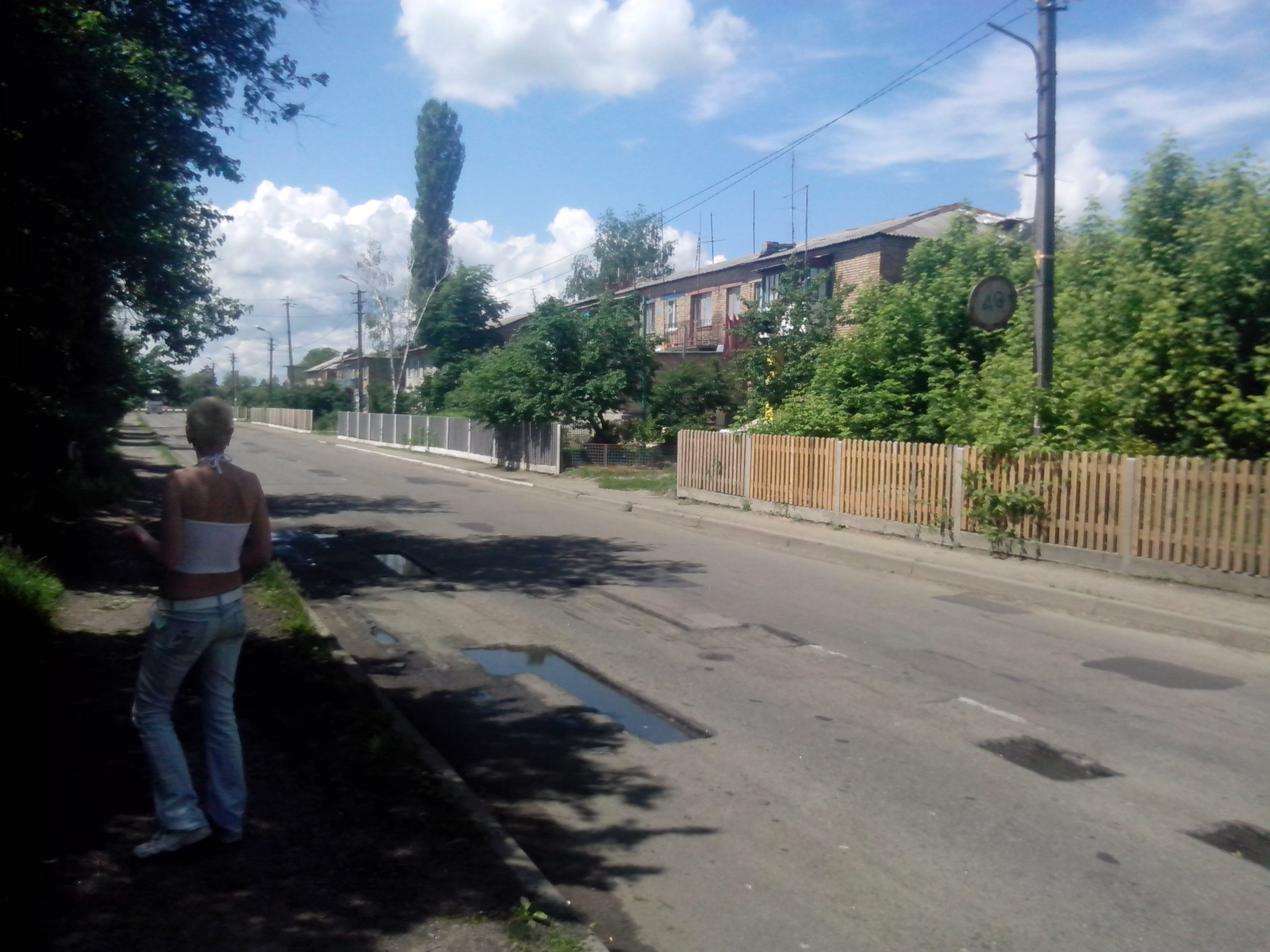
Вулиця Радянська
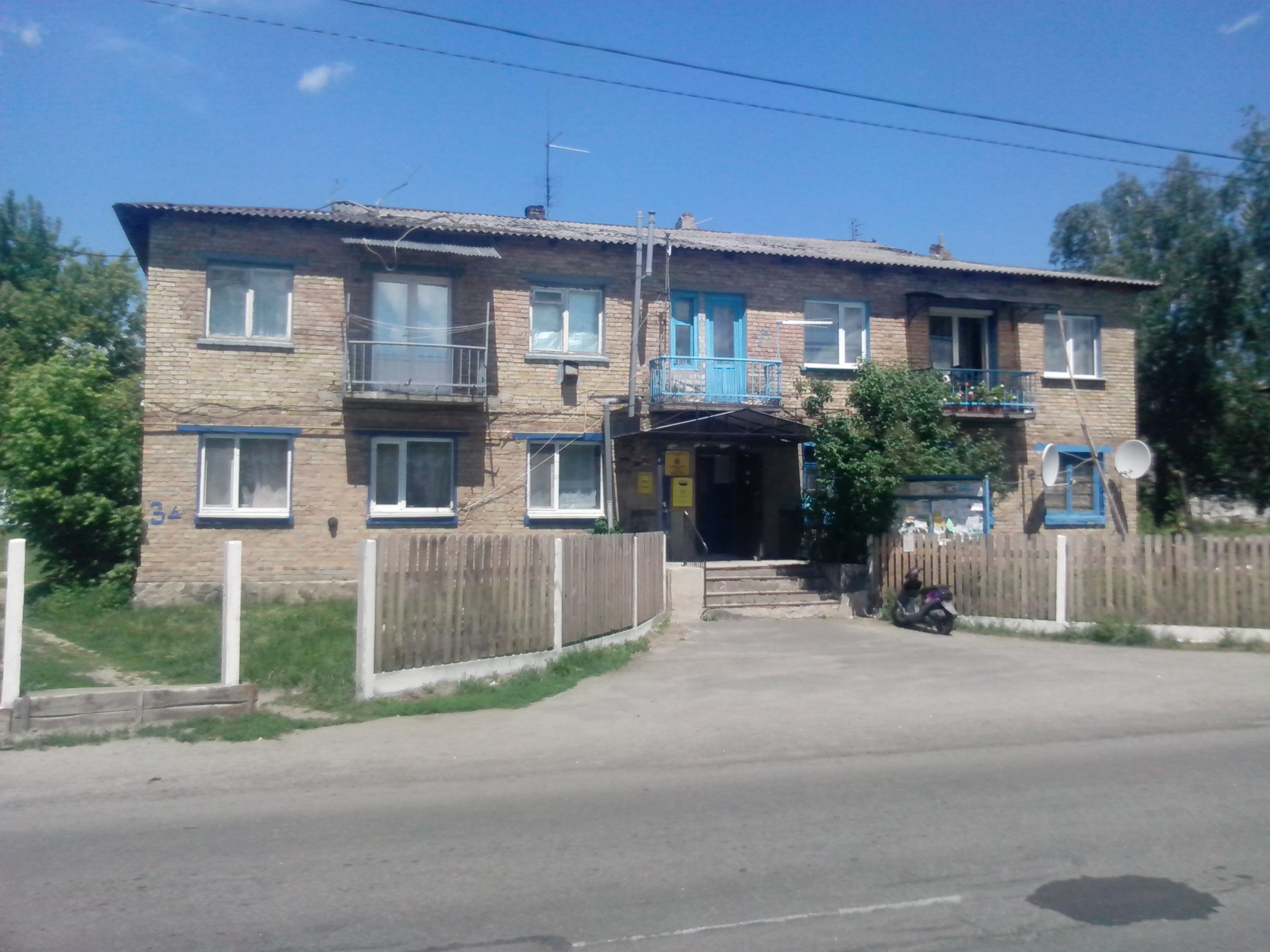
Поштове відділення (індекс 07807)
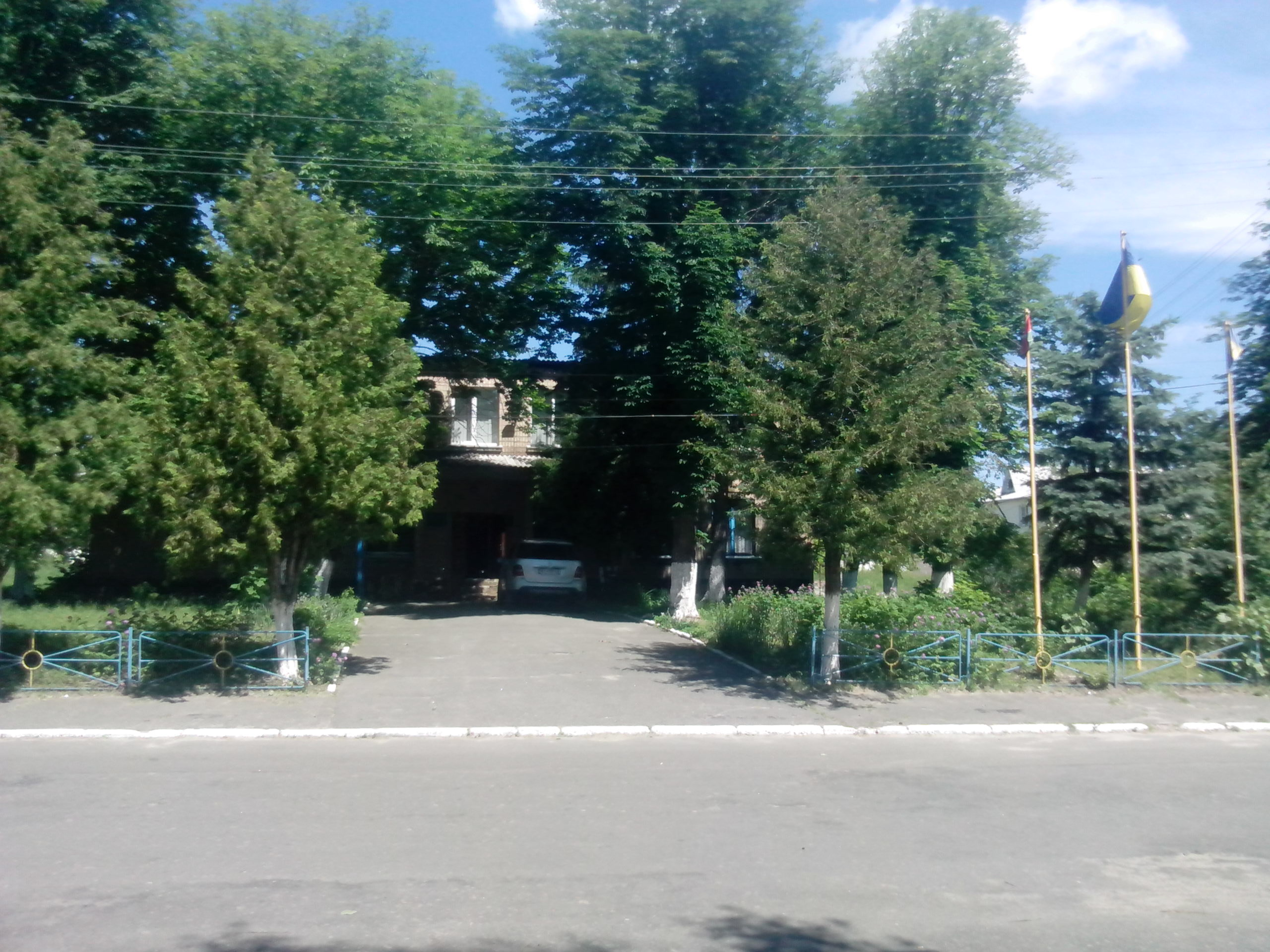
Сільрада
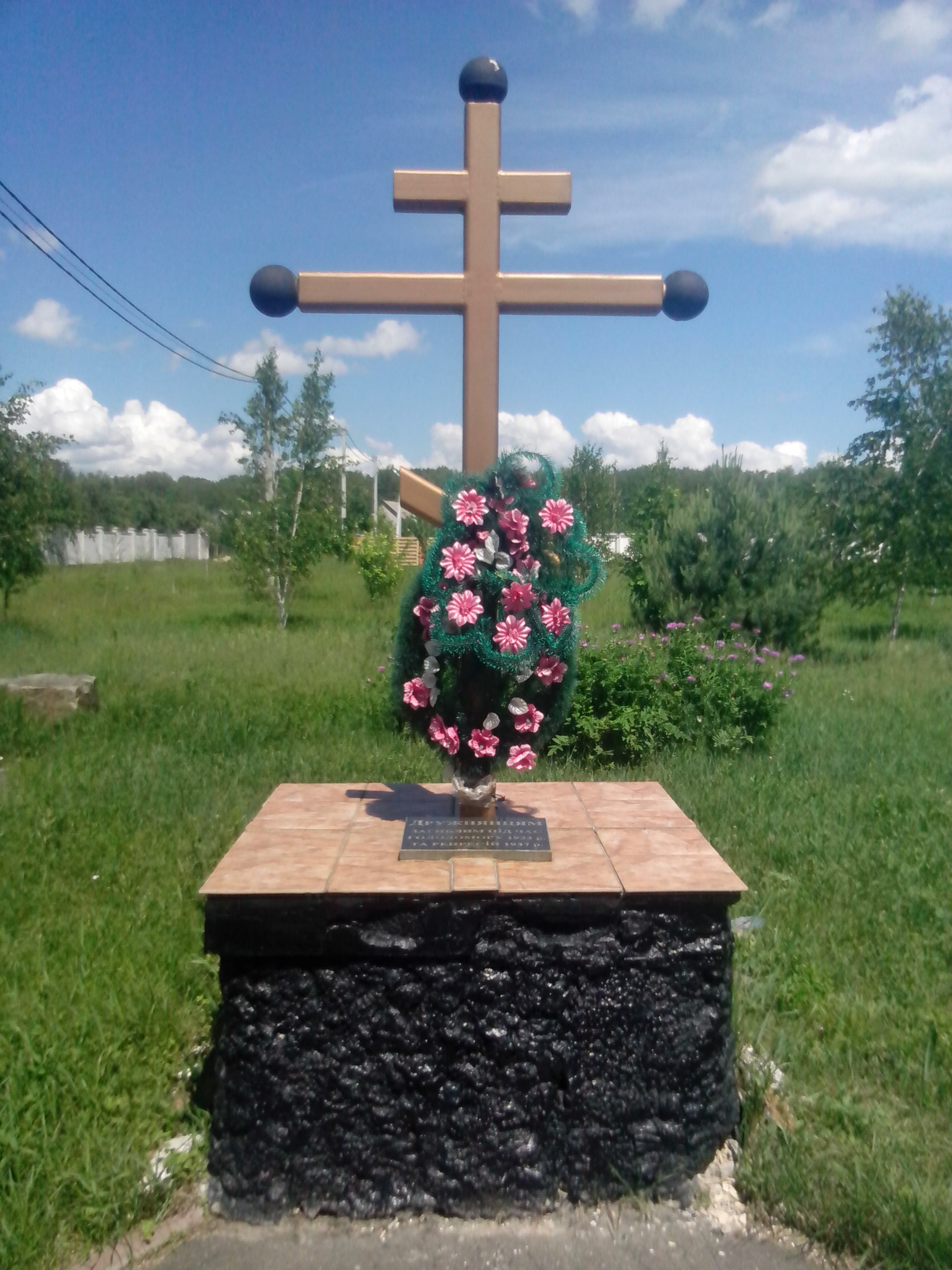
Хрест пам'яті загиблим під час Голодомору 1933 та репресій 1937
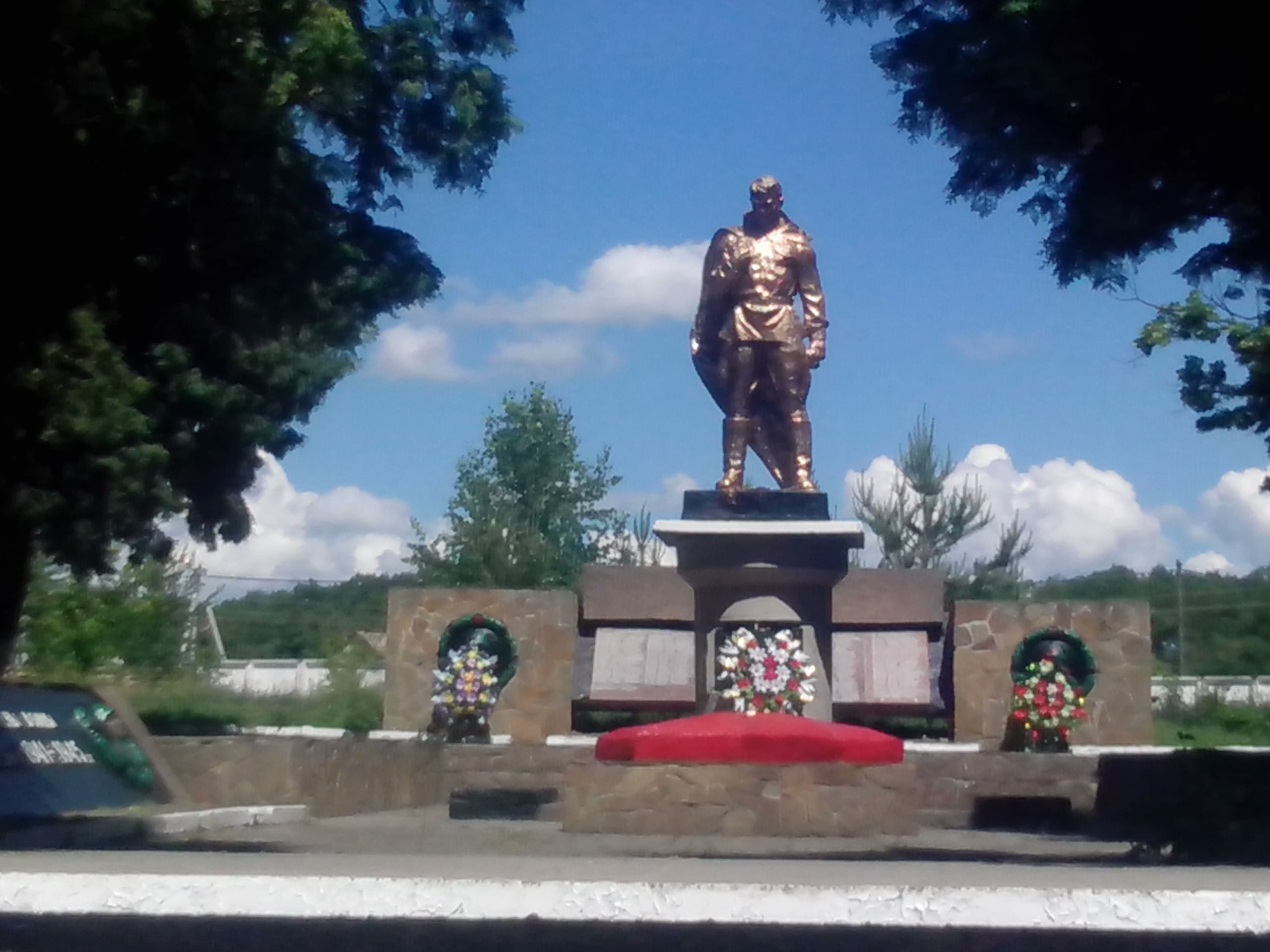
Пам'ятник загиблим у роки Другої світової війни
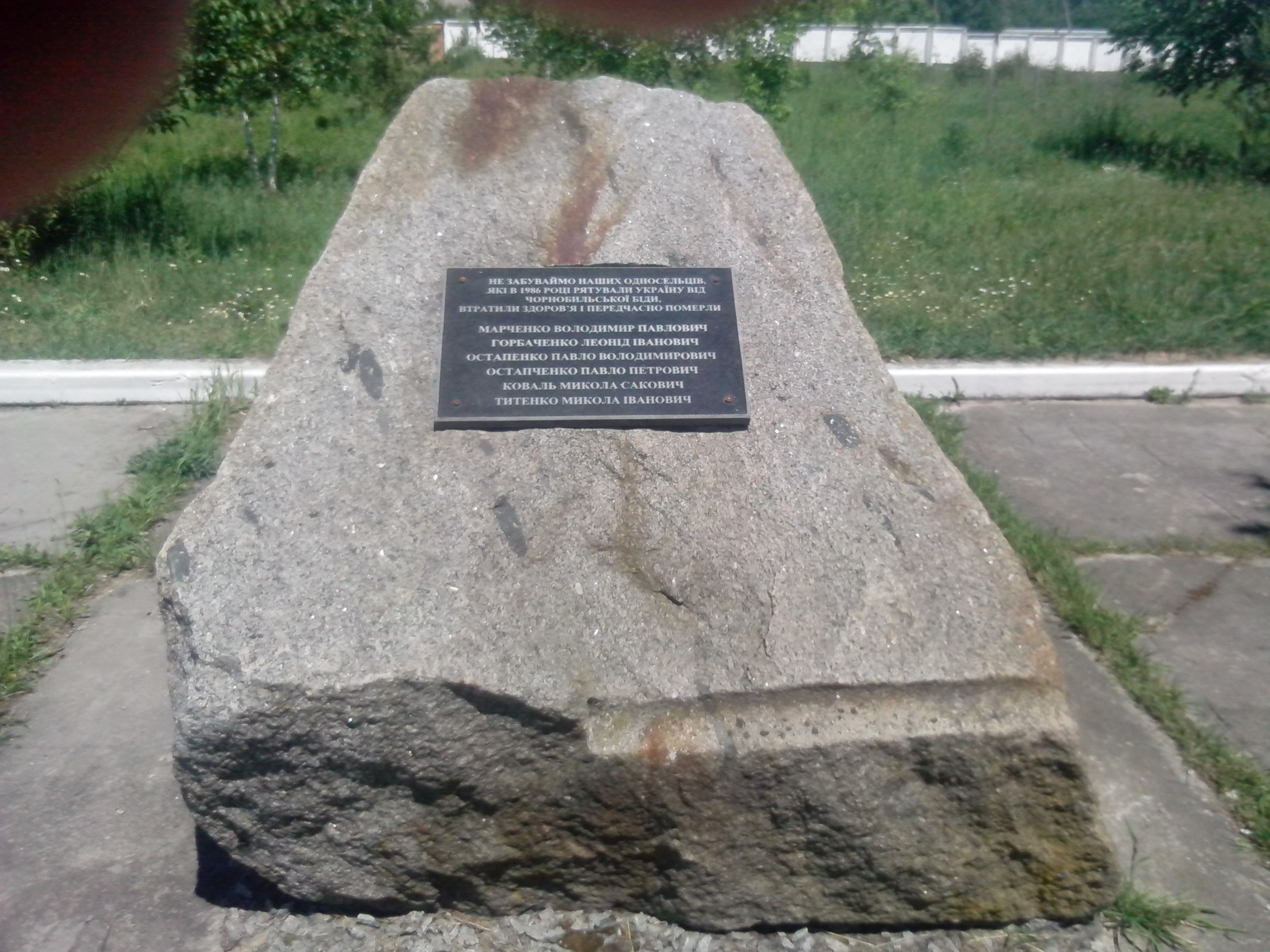
Пам'ятник односельцям — «ліквідаторам» Чорнобильської катастрофи
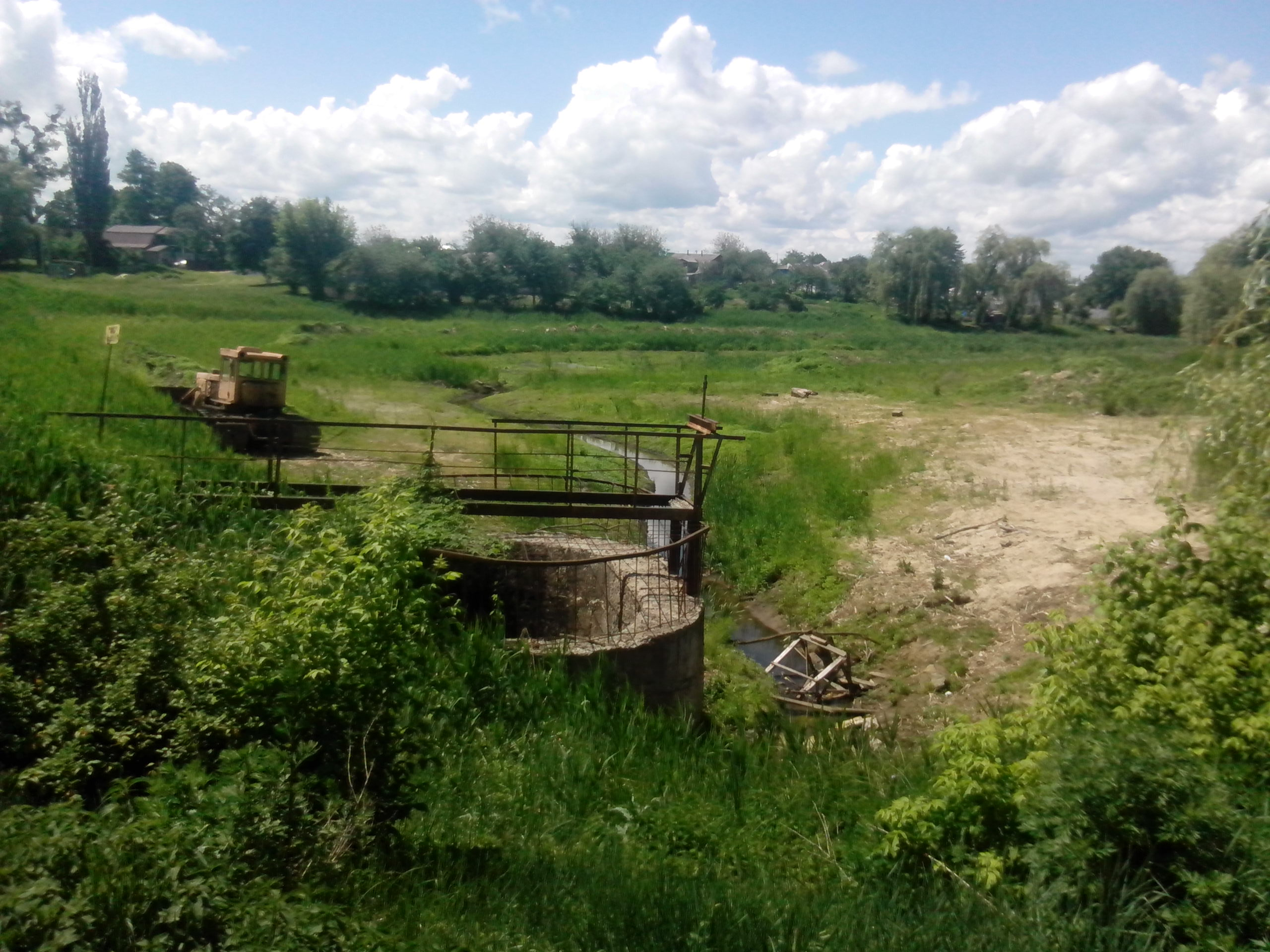
Осушений сільський ставок
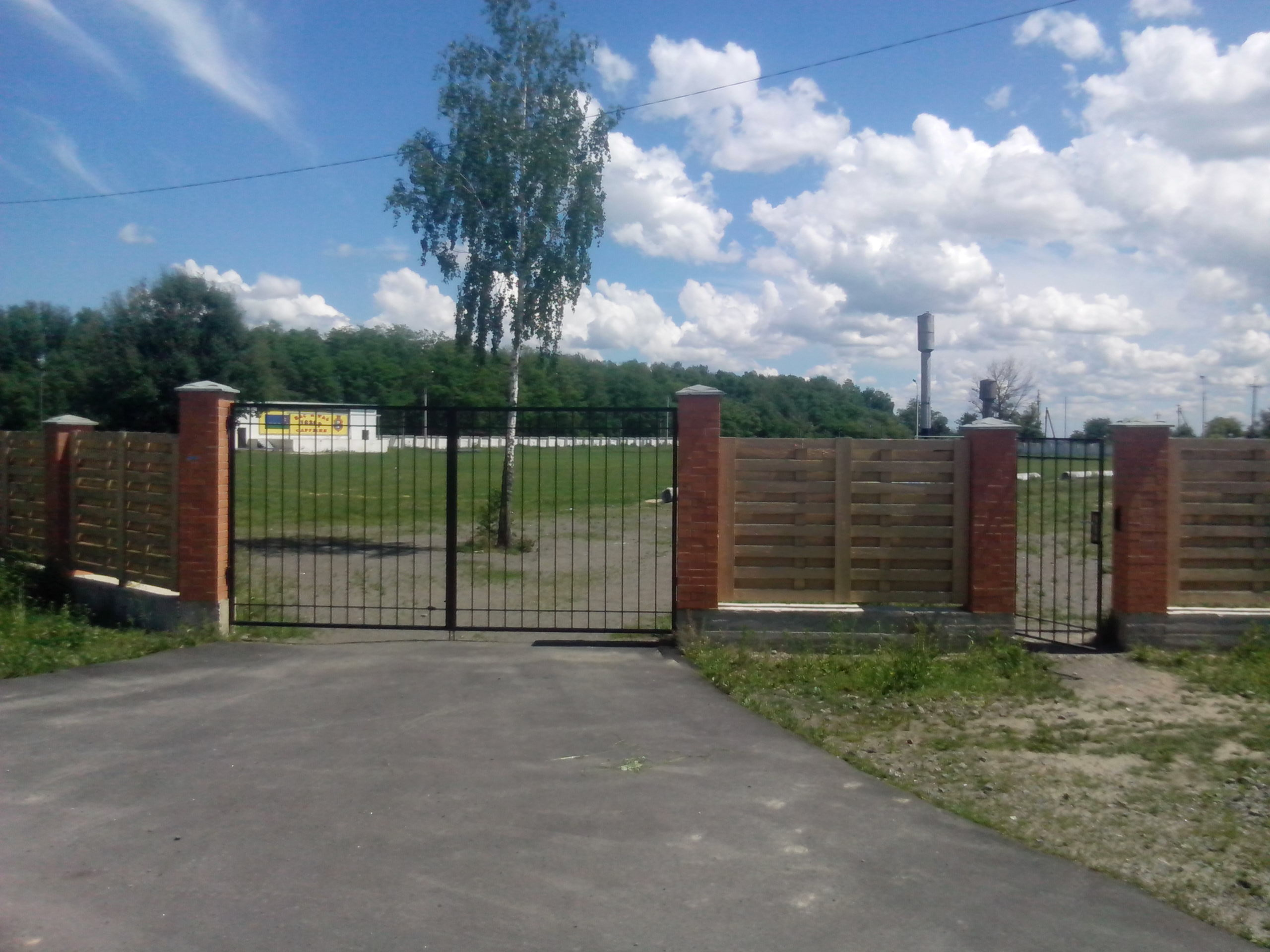
Стадіон

## Уродженці
- Яків Одноконь (нар. 10 березня 1910) — радянський селекціонер, автор понад 10 сортів ярової пшениці (зокрема «Амурської-71», «Амурської-74», «Амурської-75» тощо)[4].
- Михайло Сіренко (нар. 1 січня 1936) — український кінокритик, кінорежисер, поет.
- Каменчук Валентина Віталіївна (11 квітня 1956) — українська поетеса, перекладач. Член Національної спілки письменників України.